# シャベルカー
シャベルカー（しゃべるかー）は、日本のお笑いコンビ。お笑い集団ティーライズに所属し、宮城県仙台市を拠点に活動していた。2014年に解散。

## 経歴
- 2004年9月に、高校の同級生同士でコンビ結成。
- 2005年、M-1甲子園山形大会優勝。
- 2006年3月、ティーライズに入団。M-1甲子園宮城大会優勝。
- 2008年、第2回全国大学生夏のお笑い選手権お笑いインカレ漫才部門優勝。
- 2009年、お笑いD-1グランプリ個人部門優勝。
- 2014年、解散。

## メンバー
- 田中航大（たなか こうた、1989年1月11日 - B型）

ツッコミ担当（ネタによってはボケに回ることも）。ネタの大部分を田中が作っている。
宮城県仙台市出身。
宮城県名取北高等学校卒業。東北学院大学教養学部地域構想学科卒業。
趣味 サッカー（リフティング）、マラソン
好きなもの たこ焼き
嫌いなもの 野菜。
- 八巻 真（やまき まこと、1988年9月17日 - A型）

ボケ担当（ネタによってはツッコミに回ることも）。
宮城県岩沼市出身。
宮城県名取北高等学校卒業。東北学院大学経営学部経営学科中退。
趣味 カラオケ、ドラム、スポーツ釣り、銭湯
好きなもの 国産豚肉
嫌いなもの 梅干し。

## 来歴
ふたりの出会いは高校入学時。最初の自己紹介の時に「お笑いをやりたいです！」と言った2人は意気投合。クラスメートの応援もあって、高校1年の文化祭で漫才を披露。その後、地道なライブ活動を続けて、高校2年の2004年9月にティーライズの代表・古家義郎にスカウトされた。M-1甲子園では2005年・2006年と連続優勝。
高校卒業後、田中は「お笑いで地域を元気にさせていくために多くのことを学びたい」という目標を掲げて東北学院大学教養学部地域構想学科へ進学。八巻は「実家が材木屋ということもあるが、どんな仕事にも経営感覚が大事。社会情勢を取り込むネタにも反映させていきたい」という思いから東北学院大学経営学部経営学科へ進学。大学進学後は、大学生が対象の大会である「お笑いインカレ」（2008年）、「お笑いD-1グランプリ」（2009年）でも優勝するなど二冠を達成。
2009年3月18日には、シャベルカー初の単独ライブ「ファーストインパクト」を成功させた。学生のお笑い単独ライブは珍しく、地元紙河北新報にも取り上げられた。
2014年11月7日のライブをもって解散を発表した。

## 出演作品

### テレビ番組
MMT 
- 『親子ふれあいバスツアー』 2009.10
- 『24時間テレビ32』 2009.8

KHB 
- 『裏影』 2009.2〜2009.3
- 『ひるまにあん』 2009.5
- 『突撃！ナマイキTV』 2012.12

TBC 
- 『笑福2010サンドの新春・初売テレビ!』 2010.1
- 『サンドのぼんやり〜ぬTV』 2009.10
- 『The news TBC』 2010.1.5※特集
- 『2時のチャイハネ』

ケーブルTV 
- J:COM仙台キャベツ『HOMETOWN大好きだっちゃ!!』
- キャベツ『スキダッちゃ!!』
- J:COM仙台キャベツ『倉庫で××』 2009.7〜

### ラジオ番組
TBCラジオ
- 『お笑い地産地消バラエティゲラゲラ45』　2010
- 『それいけミミゾー』 2009.9.5

Date fm 
- 『AIR JAM Friday』 2009.11.13

ラジオ3
- 『スターマインSP』
- 『お笑いイギナリＬＩＶＥ』

fmいずみ 
- 『WAONイギナリラジオ』 2010.05

### ライブ
```
*シャベルカー単独ライブ「ファーストインパクト」 2009.3.18
```

- シャベルカー単独ライブ「セカンドインパクト」 2009.9.21
- 『IGINARI LIVE』（毎月恒例）
- 『オートバックスM-1グランプリ』 2005(1回戦)2006〜2009(2回戦)
- 『キングオブコント』 2009(1回戦)
- 『漫才新人大賞』 #8
- 『仙台お笑いコンテスト』 #1
- 『G-1グランプリinつるがしま』 2011
- 『お笑いインカレ』 2008(漫才部門優勝)2009(決勝進出)
- 『お笑いD-1グランプリ』 2009(個人部門優勝)
- 『M-1甲子園』 2005(山形大会優勝)2006(宮城大会優勝)
- 『東北お笑いトーナメント』
- 『にいがたお笑いグランプリ』
- 『全日本お笑い選手権』
- シアターD『なりあがりGP』
- 『ティーライブ』
- 『荒町喜楽亭』
- 『笑いの館』
- 『WIN LIVE』

他、多数出演 